# Lygodactylus thomensis
Lygodactylus thomensis là một loài thằn lằn trong họ Gekkonidae. Loài này được Peters mô tả khoa học đầu tiên năm 1881.